# Paola Nurnberg
Paola Nurnberg (Genova, 11 marzo 1971) è una giornalista italiana.

## Biografia
Nasce da padre tedesco e da madre italiana, è iscritta all'Albo dei Giornalisti professionisti della Lombardia dal 2004.
Ha studiato lettere moderne presso l'Università Statale degli Studi di Milano, dove si è laureata con una tesi in Storia del giornalismo. Nel 2001-2002 ha lavorato come redattrice economica in due agenzie di stampa a New York, vivendo l’attentato alle torri gemelle. Tornata in Italia ha lavorato alla redazione del Tg4 e come autrice del programma Top Secret, in onda sempre sull'omonimo canale, sino al 2005. Da Rete 4 passa alla redazione di Euronews con sede a Lione; ha lavorato anche ad Agr, agenzia che cura i contenuti video de Il Corriere della Sera, e di altre importanti testate nazionali online. Assunta nel 2008 alla RSI, lavora alla redazione del Telegiornale come redattrice, inviata e presentatrice delle edizioni delle 12.30, delle 18, e nel weekend a Infonotte.